# خورخي بيريو
خورخي بيريو (بالإسبانية: Jorge Berrio)‏ هو لاعب كرة قدم أرجنتيني في مركز الدفاع، ولد في 12 مايو 1951 في الأرجنتين. لعب مع تلسا رافنكس.